# 胡卓伟 (足球运动员)
胡卓伟（1983年6月1日—），是一名已退役的中国足球运动员，司职中场，曾效力于武汉光谷、江苏舜天以及武汉卓尔。

## 职业生涯
胡卓伟出道于武汉光谷俱乐部。2008年武汉退出中超后，2009年胡卓伟转入新成立的湖北绿茵征战中乙联赛。同年下半年租借至中乙球队三大康天。2010年被原武汉光谷主教练裴恩才以租借形式招入中超球队江苏舜天。第二年租借期满回到已改名为湖北中博的原俱乐部。